# Aetrocantha falkensteini
Aetrocantha falkensteini Karsch, 1879 è un ragno appartenente alla famiglia Araneidae.
È l'unica specie nota del genere Aetrocantha.

## Distribuzione
La specie è stata rinvenuta in Africa occidentale e centrale.

## Tassonomia
Rimosso dalla sinonimia con il genere Gasteracantha Sundevall, 1833 da un lavoro dell'aracnologo Pierre Benoit (1962a).
Non è sinonimo anteriore di Paurotylus Tullgren, 1910 a seguito di un lavoro di Emerit (1982c), contra un precedente studio di Benoit (1964a).
Dal 1982 non sono stati esaminati altri esemplari, né sono state descritte sottospecie al 2014.